# Estádio da Várzea
Het Estádio da Várzea is een multifunctioneel stadion in Praia, de hoofdstad van Kaapverdië. In die stad ligt het stadion in het zuiden van de stad aan de Avenida Cidade de Lisboa. Het stadion wordt vooral gebruikt voor voetbalwedstrijden. In het stadion is plek voor 8.000 toeschouwers. Het stadion werd gebouwd halverwege de 20e eeuw. Toen heette het stadion nog Estádio Municipal da Praia.
Het stadion is zo gebouwd dat er aan twee kanten toeschouwers kunnen zitten. Iets ten zuiden van het stadion is ook nog een trainingsveld. Er zijn een aantal voetbalclubs die dit stadion gebruiken om hun thuiswedstrijden te spelen. Uit de hoogste divisie zijn dat Sporting Clube da Praia, CD Travadores, Académica en FC Boavista. Ook het lager geklasseerde Vitória FC speelt in dit stadion. Ook het nationale elftal van Kaapverdië maakt van dit stadion gebruik voor internationale thuiswedstrijden.
In mei 2000 werd in dit stadion de Amílcar Cabral Cup gespeeld. Een internationaal voetbaltoernooi dat eerst in 1999 zou worden gespeeld, maar werd uitgesteld vanwege de slechte weersomstandigheden. Op dit toernooi won het gastland Kaapverdië in de finale van Senegal (1–0). Het was de eerste keer dat ze dit toernooi wonnen.